# Суперматематика
Суперматематика — розділ математичної фізики, який застосовує математику супералгебр Лі до опису бозонів і ферміонів в суперсиметричних єдиних теоріях поля. Виник в 60-70 роках XX століття на основі робіт Ф. А. Березина.
Предметом дослідження суперматематики є: супералгебри (такі як суперпростір Маньківського і супералгебра Пуанкаре), суперсхеми, суперсиметрія, супермноговиди, супергеометрія, супергравітація, зазвичай в контексті теорії суперструн.